# El Rincón Loma de Hidalgo
El Rincón Loma de Hidalgo är en ort i Mexiko, tillhörande kommunen Jiquipilco i den nordvästra delen av delstaten Mexiko. Orten hade 134 invånare vid folkräkningen 2010.